# رنجر ۲
رنجر ۲ (به انگلیسی: Ranger 2) یک فضاپیمای بدون سرنشین پروژه فضایی رنجر ساخت ایالات متحده آمریکا است که در سال ۱۹۶۱ از کره زمین به سوی فضا پرتاب شد. این مأموریت طراحی شده از ناسا برای ماموریت‌های آینده کره ماه بود. این فضاپیما مشاهدات علمی فراوانی انجام داد.